# Jože Krašovec
Jože Krašovec, slovenski rimskokatoliški duhovnik, teolog, biblicist, prevajalec, filozof in univerzitetni profesor, * 20. april 1944, Sodna vas pri Podčetrtku.

## Življenjepis
Jože Krašovec je štirikratni doktor. Teologijo je študiral na Teološki fakulteti v Ljubljani (1963–70), specializacijo iz bibličnih znanosti je opravil na Papeškem bibličnem inštitutu v Rimu in v Jeruzalemu (1970–76) in dosegel doktorat bibličnih znanosti 1976; odtlej je predaval na Teološki fakulteti, sprva kot honorarni predavatelj, od 1978 kot docent, od 1988 kot izredni, od 1992 kot redni profesor za biblični študij Stare zaveze; od 1987 do upokojitve 2016 je bil predstojnik katedre za Sveto pismo in judovstvo (Inštitut za Sveto pismo, judovstvo in zgodnje krščanstvo). V letih 1979/80 in 1981/82 je študiral na Hebrejski univerzi v Jeruzalemu in tam leta 1982 dosegel doktorat iz filozofije. 1986 je v Parizu dosegel kombiniran doktorat: iz zgodovine religijske antropologije (za Sorbono) in teologije (za Katoliški inštitut).
Leta 1995 je bil v Cambridgeu na kongresu IOSOT (The International Organization for the Study of the Old Testament) izvoljen za člana posvetovalnega sveta znanstvenega glasila Vetus Testamentum, glavne revije za raziskovanje Stare zaveze. Od leta 1980 je strokovno vodil pripravo novega slovenskega prevoda Svetega pisma, ki je izšel 1996: Sveto pismo stare in nove zaveze: Slovenski standardni prevod iz izvirnih jezikov (ponatisi 1997, 2001). 1996 je v Cankarjevem domu v Ljubljani organiziral Mednarodni simpozij o interpretaciji Svetega pisma. 1996 je bil imenovan v Akademski forum Združenih bibličnih družb za prevajanje Svetega pisma v Evropi in na Bližnjem vzhodu. V letih 1997–98 je za tisk pripravil zbornik predavanj pod naslovom Interpretation of the Bible / Interpretacija Svetega pisma (Ljubljana: SAZU; Sheffield: Sheffield Academic Press), 1909 strani. 2004–07 je bil v predsednik združenja IOSOT in organizator 19. svetovnega kongresa IOSOT v Ljubljani 2007; zbornik glavnih predavanj je 2010 izšel pri založbi E. J. Brill (Leiden/Boston). Leta 2003 je dal pobudo, da se faksimili najstarejših slovenskih prevodov Svetega pisma skupaj z znanstvenim komentarjem vključijo v mednarodno zbirko Biblia Slavica, ki izhaja pri založbi Ferdinand Schöningh v Nemčiji, in v treh letih v souredništvu z glavnim urednikom zbirke Hansom Rothejem iz Bonna in Majdo Merše načrt tudi uresničil. Od 2006 vodi projekt jeruzalemske izdaje komentiranega prevoda Svetega pisma. Težišče njegovega raziskovanja je tekstna kritika, semantika, stilistika, literarna teorija in onomastika na področju kultur starega Bližnjega vzhoda in Evrope. Predaval je v Zagrebu, Atenah, Dunaju, Cambridgeu (večkrat), Frankfurtu, Varšavi, Helsinkih (dvakrat), Jeruzalemu (večkrat), Leuvenu, Madridu, Oslu, Parizu, Regensburgu (večkrat), Gradcu, Cape Townu, Baslu, Göttingenu, Leidnu, Singapurju, Splitu. 
Težišče njegovih sedanjih raziskav so oblike svetopisemskih lastnih imen v okviru biblijskih jezikov. 1991 je bil izvoljen za dopisnega (oz. izrednega) člana SAZU, 1993 za rednega člana Evropske akademije znanosti in umetnosti, 1995 za rednega člana SAZU, kjer je bil v letih 2014–17 tudi podpredsednik. 1996 je prejel državno odlikovanje častni znak svobode Republike Slovenije, leta 1999 priznanje ambasador Republike Slovenije v znanosti, 2007 je prejel zlato plaketo in 2020 naziv zaslužni profesor Univerze v Ljubljani ter 2022 odličje sv. Cirila in Metoda, najvišje priznanje Slovenske škofovske konference.
Njegova knjiga God's Righteousness and Justice in the Old Testament je prejela priznanje ameriškega katoliškega združenja za medij (CMA) v kategoriji "Scripture: Popular Studies category for the 2023 Catholic Media Book Awards". 

## Dela (monografije)
- Der Merismus im Biblisch-Hebräischen und Nordwestsemitischen (Rim: Biblični inštitut 1977) [disertacija].
- Antithetic Structure in Biblical Hebrew Poetry (Leiden: E. J. Brill 1984) [disertacija].
- La justice (sdq) de Dieu dans la Bible hébraïque et l'interprétation juive et chrétienne (Freiburg, Švica: Universitätsverlag; Göttingen: Vandenhoeck & Ruprecht 1988) [disertacija].
- Pravičnost v Svetem pismu in evropski kulturi (Celje: Mohorjeva družba, 1998) [slovenska verzija francoske disertacije].
- Reward, Punishment, and Forgiveness: The Thinking & Beliefs of Ancient Israel in the Light of Greek and Modern Views (Leiden / Boston / Köln: E. J. Brill), XXXVI + 959 str.
- Nagrada, kazen in odpuščanje: Mišljenje in verovanje starega Izraela v luči grških in sodobnih pogledov (Ljubljana: SAZU 1999), 1037 str.
- Med krivdo in spravo (Ljubljana: SAZU, 2000), 581 str.
- Med izvirnikom in prevodi (Ljubljana: SAZU, 2001), 784 str.
- Fonetika, etimologija, prevajanje in transliteracija svetopisemskih lastnih imen (Ljubljana: SAZU, 2007).
- The Transformation of Biblical Proper Names (New York / London: T & T Clark International, 2010).
- Sveto Pismo: Nova zaveza in Psalmi (Ljubljana: Teološka fakulteta UL; Družina, 2010), 980 str. [urednik in soavtor].
- Razsežnosti Božje pravičnosti in pravice v hebrejskem Svetem pismu (Ljubljana: Družina, SAZU, 2020).